# Championnats de France de natation en eau libre 2019
Navigation
Gravelines 2018 Jablines 2020
Les Championnats de France de natation en eau libre 2019 ont lieu à Lissac-sur-Couze dans le lac du Causse du 23 au 26 mai 2019. 
Ces championnats permettent aux meilleurs athlètes de se qualifier pour les Championnats du monde de natation 2019.

## Podiums

### Hommes
| Épreuves | Or             | Or                 | Argent           | Argent             | Bronze        | Bronze             |
| -------- | -------------- | ------------------ | ---------------- | ------------------ | ------------- | ------------------ |
| 5 km     | Logan Fontaine | 53 min 33 s 62     | Damien Joly      | 53 min 35 s 94     | Clément Kukla | 53 min 37 s 51     |
| 10 km    | David Aubry    | 1 h 54 min 31 s 45 | Fares Zitouni    | 1 h 55 min 14 s 18 | Clément Batté | 1 h 55 min 19 s 69 |
| 25 km    | Clément Batté  | 5 h 26 min 51 s 37 | Julien Codevelle | 5 h 34 min 53 s 72 | Samuel Matte  | 5 h 36 min 12 s 32 |

### Femmes
| Épreuves | Or             | Or                 | Argent           | Argent             | Bronze           | Bronze             |
| -------- | -------------- | ------------------ | ---------------- | ------------------ | ---------------- | ------------------ |
| 5 km     | Aurélie Muller | 58 min 5 s 23      | Lara Grangeon    | 58 min 7 s 00      | Océane Cassignol | 58 min 9 s 31      |
| 10 km    | Aurélie Muller | 2 h 00 min 34 s 26 | Lara Grangeon    | 2 h 00 min 35 s 09 | Caroline Jouisse | 2 h 01 min 39 s 62 |
| 25 km    | Lisa Pou       | 5 h 37 min 4 s 64  | Caroline Jouisse | 5 h 42 min 7 s 23  | Morgane Dornic   | 5 h 47 min 21 s 11 |

### Mixte
| Épreuves    | Or                                                                                   | Or             | Argent                                                                                        | Argent         | Bronze                                                                               | Bronze         |
| ----------- | ------------------------------------------------------------------------------------ | -------------- | --------------------------------------------------------------------------------------------- | -------------- | ------------------------------------------------------------------------------------ | -------------- |
| Relais      |                                                                                      |                |                                                                                               |                |                                                                                      |                |
| 4 × 1 250 m | Montpellier Métropole Natation Anna Egorova Damien Joly Océane Cassignol David Aubry | 56 min 10 s 28 | Lille Métropole Natation Emma Bruneau Logan Vanhuys Clémence Coccordano Jean-Baptiste Clusman | 58 min 13 s 32 | Club des Vikings de Rouen Claire Lemaire Fares Zitouni Elise Houllier Logan Fontaine | 58 min 39 s 38 |